# Joe Chialo
Joe Chialo (ur. 18 lipca 1970 w Bonn) – niemiecki polityk i menedżer muzyczny, działacz Unii Chrześcijańsko-Demokratycznej (CDU), senator ds. kultury i spójności społecznej Berlina (2023–2025). 

## Życiorys
W 1990 roku zdał egzamin maturalny. Następnie w latach 1990–1993 odbył kształcenie zawodowe jako mechanik obróbki skrawaniem w specjalizacji frezowanie. W latach 1993–1996 studiował nauki polityczne, historię oraz ekonomię państwową na Uniwersytecie w Erlangen, nie kończąc studiów.
W latach 1997–2000 pracował w branży muzycznej, najpierw jako praktykant, a następnie promotor radiowy w wytwórni Jive Records w Kolonii. W latach 2000–2002 był zatrudniony w A&R Central Europe Jive Records w Amsterdamie, a w latach 2002–2004 w Universal Music w Hamburgu i Berlinie. Od 2004 do 2006 pełnił funkcję dyrektora zarządzającego w wytwórni Cheyenne Records w Monachium. W latach 2006–2023 prowadził działalność jako niezależny przedsiębiorca i menedżer muzyczny.
Członkiem CDU został w 2016 roku. Od 2021 zasiada w zarządzie federalnym partii. W kwietniu 2023 roku objął stanowisko senatora ds. kultury i spójności społecznej w Senacie Berlina. W maju 2025 złożył rezygnację ze sprawowanego stanowiska.